# Juno (película)
Juno (titulada Juno en España, La joven vida de Juno en Argentina, Juno: Crecer, correr y tropezar en México, y Juno: Embarazada por accidente en Perú) es una película de 2007 dirigida por Jason Reitman, escrita por Diablo Cody y protagonizada por Elliot Page, Michael Cera, Jennifer Garner y Jason Bateman. La cinta se estrenó el 8 de septiembre de 2007 en el Festival Internacional de Cine de Toronto. Su trama gira en torno a Juno MacGuff, una adolescente que tras quedar embarazada comienza a explorar las opciones que están a su alcance para afrontar la situación, pasando de la decisión del aborto a la adopción.
La película fue nominada a cuatro premios Óscar, entre ellos el de mejor película, pero solo ganó en la categoría de mejor guion original. Juno recuperó en la taquilla su presupuesto inicial de 6,5 millones de dólares en veinte días; diecinueve de los cuales correspondieron a su estreno en un número limitado de cines. El filme terminó recaudando 35 veces esa cantidad, convirtiéndose en la película que ha recaudado más dinero en la historia de la distribuidora Fox Searchlight Pictures.
Juno recibió una buena respuesta por parte de la crítica cinematográfica, siendo incluida en varias selecciones de las mejores películas del año. Sin embargo, la cinta fue criticada por fanáticos y conservadores miembros de las comunidades provida y proelección por su manera poco dogmática de tratar el tema del aborto.

## Argumento
Juno MacGuff (Elliot Page), una adolescente de dieciséis años de Minnesota, descubre que está embarazada de su amigo, Paulie Bleeker (Michael Cera), tras tener relaciones sexuales en el sofá de su cuarto. Aunque inicialmente se inclina por abortar, en el último momento decide tener el bebé y darlo en adopción. Con la ayuda de su amiga Leah (Olivia Thirlby), Juno busca en el periódico y encuentra a una pareja que cree que le dará un hogar apropiado. Junto a su padre, Mac (J. K. Simmons), Juno se encuentra con la pareja, Mark y Vanessa Loring (Jason Bateman y Jennifer Garner), en su costosa casa y arreglan una adopción privada.
A medida que pasa el tiempo, Juno entabla amistad con Mark, con quien comparte un gusto por la música rock, las películas de terror y la cultura pop. Mark, un compositor de música para comerciales de televisión cuya banda de rock y su juventud ahora están confinados en cajas y a una sola habitación en su casa, dejó de lado sus sueños para tener una vida conservadora con Vanessa, quien ansía ser madre. Debido a un fallido intento por tener un hijo, Vanessa se ve muy ansiosa frente a Juno y las relaciones entre ellas al principio no son fáciles.
Los meses pasan y Juno lucha con los sentimientos que desarrolla hacia el padre del bebé, Bleeker, quien claramente está —aunque de una manera pasiva— enamorado de ella. Juno mantiene una actitud indiferente con Bleeker, pero cuando se entera de que él invitó a otra chica al baile de graduación, se siente mal y se lo recrimina. Bleeker le recuerda que fue ella quien le pidió que se mantuvieran distantes y le dice que ella rompió su corazón.
Poco tiempo antes de que el bebé nazca, Juno visita una vez más a Mark, con quien la relación de amistad empieza a convertirse en coqueteo. Mark le confiesa que va a dejar a Vanessa, cosa que Juno no acepta. Vanessa llega a casa y surge una pelea entre ella y Mark sobre si es «un buen momento» para proseguir con el proceso de adopción. Juno mira cómo el matrimonio se derrumba y se va. Después de llorar en su automóvil, toma una decisión y regresa a la casa de los Loring, donde deja una nota para Vanessa.
Después de una charla con su padre, Juno reconoce que ama a Bleeker y le revela sus sentimientos. Luego, en su competición de atletismo, Bleeker nota que Juno no está en la tribuna y deduce que está dando a luz, entonces corre al hospital para estar con ella. Al llegar, Bleeker la consuela mientras ella llora y los dos deciden que no quieren ver al bebé. Vanessa llega al hospital sola y asume el rol de madre adoptiva. En la pared de la habitación del bebé, Vanessa cuelga la nota de Juno, que dice: «Vanessa: si sigues adelante, yo también. Juno». La película termina con Juno y Bleeker tocando la guitarra y cantando la canción «Anyone Else But You» de The Moldy Peaches, seguido de un beso entre los dos.

## Reparto
| - Elliot Page como Juno MacGuff. - Michael Cera como Paulie Bleeker. - Jennifer Garner como Vanessa Loring. - Jason Bateman como Mark Loring. - Allison Janney como Bren MacGuff. | - J.K. Simmons como Mac MacGuff. - Olivia Thirlby como Leah. - Rainn Wilson como Rollo. - Eileen Pedde como Gerta Rauss. - Daniel Clark como Steve Rendazo. |

## Temáticas
Al igual que Knocked Up y Waitress, otras dos películas de 2007 que tratan el tema del embarazo no deseado, Juno fue interpretada por algunos críticos como un mensaje a favor de la vida. Ann Hulbert de la revista Slate sostuvo que Juno «[socava] tanto el purismo provida como el proelección», mientras que Jeff Dawson de The Sunday Times ubicó a la película dentro del «subgénero del embarazo no deseado» junto con Knocked Up y Waitress, debido a su contenido; aunque, según él, la interpretación de la cinta como provida sólo «enturbió el asunto». Hadley Freeman de The Guardian criticó a Juno por «ser una de las comedias estadounidenses que durante los últimos 12 meses ha mostrado el aborto como poco razonable, o incluso inconcebible», aunque según ella, «no creo que estas películas hubiesen sido conscientemente diseñadas como propaganda antiabortista». A. O. Scott, en un artículo para The New York Times, estuvo de acuerdo en que Juno presenta «un tema subyacente, un mensaje que no es antiaborto, sino más bien proadultez». Elliot Page comentó en una entrevista, «lo que me tiene más frustrado es que haya gente que la llame una película provida, lo cual es absurdo... lo más importante es que la opción existe, y la película se encarga de mostrar eso». Tanto Cody como Page han apoyado la proelección; Reitman, en cambio, encontró «fantástico» que ambos grupos adoptaran la película. Según él, «Juno es un espejo, las personas [de ambos lados] se ven reflejadas en ella».
Otros críticos vieron a Juno como feminista, debido principalmente al personaje principal, el cual corresponde a una joven confiada e inteligente. La política antifeminista Phyllis Schlafly escribió que el tema de Juno «no es el amor, el romance, o el respeto a la vida, sino más bien el triunfo de la ideología feminista, por ejemplo, la poca relevancia del hombre, especialmente de los padres». Wesley Morris de The Boston Globe notó que «Juno le muestra a las niñas inteligentes algo que generalmente no ven en las películas: a ellas mismas». En unas entrevistas sobre su guion, Cody dijo, «las mujeres son inteligentes, las mujeres son graciosas, las mujeres son astutas, yo quise mostrar que estas chicas eran humanas y no los estereotipos a los que nos tienen acostumbrados los medios de comunicación», y que «hacían falta personajes de adolescentes auténticos... vi este guion como una oportunidad para crear un icono femenino». Page elogió la película por su representación de las adolescentes, describiendo el personaje de Juno como «algo realmente estimulante, muestra nuevas posibilidades de cómo pueden llegar a ser las jóvenes», y la calificó de «honesta pero original, alejada de todo estereotipo», destacando además que «las chicas no tenían este tipo de personajes antes. No tenemos nuestro guardián entre el centeno». Page criticó la descripción de los medios de comunicación, quienes vieron a Juno como una «mujer fuerte», argumentando que si el personaje hubiese sido hombre, su «fuerza» no habría sido algo destacable. El director Jason Reitman se interesó en el conflicto personal/político del personaje de Jennifer Garner: «el feminismo pavimentó el camino profesional de Vanessa, pero al final Vanessa decidió convertirse en una madre de tiempo completo».

## Producción

### Desarrollo

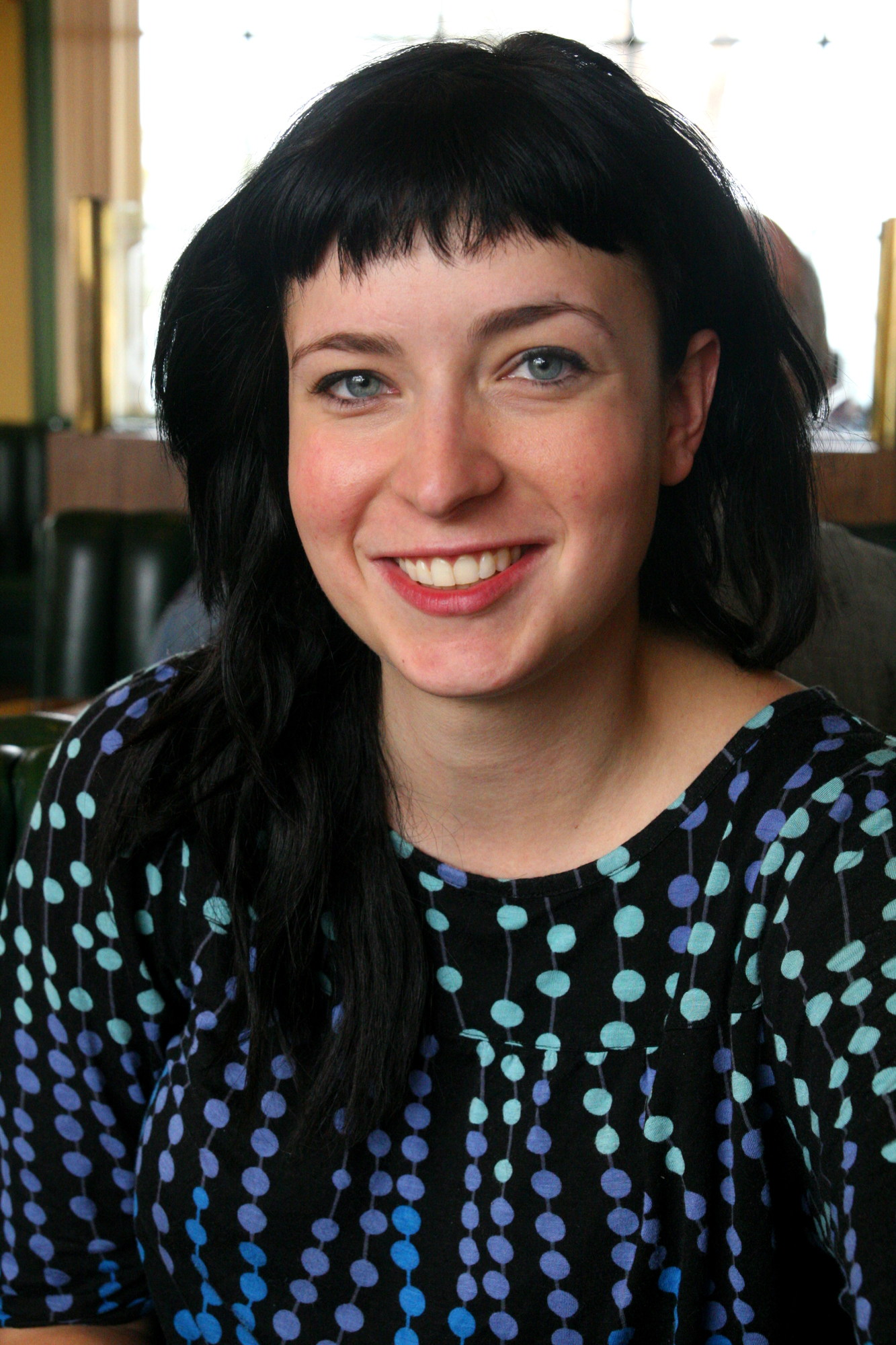
Diablo Cody escribió el guion basado en su experiencia personal y la de personas que conocía.

Diablo Cody fue contratada por el productor cinematográfico Mason Novick para escribir el guion de la película. Novick había trabajado anteriormente con ella en su autobiografía, Candy Girl: A Year in the Life of an Unlikely Stripper, después de haber leído su blog. El productor quería hacer una adaptación cinematográfica del libro, pero le sugirió a Cody que hiciera primero un guion de ejemplo para mostrarlo en los estudios; dicho guion fue posteriormente utilizado en Juno. Tras decidir que la historia se centraría en el tema de la adopción, Cody reunió historias de hijos y padres adoptivos, incluyendo la de su esposo, quien se reunió con sus padres biológicos después de que ella escribiera la película. Se inspiró además en la historia de una amiga, quien se había quedado embarazada en la escuela secundaria, utilizando incluso algunos detalles de su experiencia en la película, como el episodio sufrido en una sesión de ultrasonido. Sin embargo, gran parte de la película estuvo basada en su propia experiencia: Cody tuvo un novio amante de los caramelos tic-tac similar a Paulie, una de sus mejores amigas fue animadora como Leah, y tenía además un teléfono con forma de hamburguesa idéntico al que aparece en la cinta. Tardó cerca de siete semanas en terminar el guion, el cual escribió en una tienda de Starbucks del almacén Target Corporation en Minneapolis (Minnesota). Cody comparó la labor de escribir con la de respirar, considerando a Juno como parte de ella misma.
Novick envió el guion de Cody a su amigo Jason Reitman; cuando había leído la mitad, Reitman pensó que si no dirigía la película se iba a arrepentir el resto de su vida. En un principio, Reitman encontró poco probable que fuera elegido para dirigir la cinta, ya que su primera película, Gracias por fumar, aún no había sido estrenada. Aunque fueron considerados otros directores, incluyendo Brett Simon y Jon Poll, finalmente Reitman fue elegido para dirigir Juno. Cody se mostraba escéptica ante la viabilidad película, ya que pensaba que nadie la produciría y, de hecho, hubo algunos problemas de financiación. Después de ser rechazado por varios estudios, la compañía de John Malkovich, Mr. Mudd, se encargó del proyecto, el cual fue posteriormente adoptado por la compañía Mandate Pictures de Jim Miller. Anteriormente, el guion había sido enviado al director Terry Zwigoff quien rechazó el proyecto al percibirlo como «una versión retardada de Ghost World».

### Casting

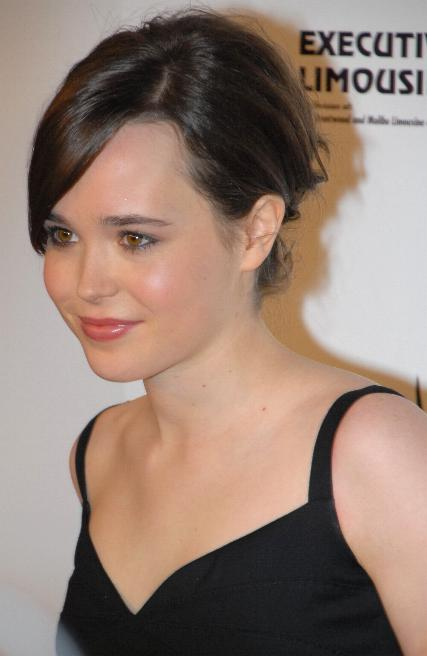
Jason Reitman pensó en Elliot Page para interpretar a Juno cuando leyó por primera vez el guion.

Tras ver su actuación en la película Hard Candy, Reitman eligió a Elliot Page para interpretar al personaje principal, ya que lo imaginó como Juno la primera vez que leyó el guion. El director lo visitó para ofrecerle el papel mientras Page trabajaba en una nueva película. Reitman le envió además el guion a J.K. Simmons, quien había trabajado en su película anterior, Gracias por fumar, pero sin informarle que interpretaría a Mac. Simmons dijo en una entrevista que tras leer el guion, él estaría feliz de interpretar incluso al profesor de Juno que no tiene diálogo. Algunos de los actores que el director tuvo en mente desde el principio fueron Olivia Thirlby—quien hizo una audición para el papel de Juno—y Michael Cera. Reitman los llevó junto a Page y Simmons a California donde filmaron 45 páginas del guion en película de 35 mm frente a un telón negro. Posteriormente presentó la cinta en Fox Searchlight, explicando que era el reparto inicial. El director destacó la importancia de hacer estas pruebas en conjunto en vez de audiciones individuales, ya que «esta película trata sobre relaciones y realizar audiciones de manera separada, uno a uno frente al director de reparto, no tenía sentido».
Jennifer Garner, que aceptó un salario menor de lo normal para no exceder el presupuesto de la película, fue confirmada por Reitman como parte del proyecto en enero de 2007. Tras actuar junto a Jason Bateman en The Kingdom, Garner lo recomendó a Reitman cuando se reunieron, por lo que Bateman fue elegido para interpretar a Mark, siendo el último actor en unirse a la película. Lucas McFadden, un DJ y productor discográfico más conocido como Cut Chemist, tuvo un cameo como el profesor de química de Juno y Paulie. McFadden estaba trabajando para Reitman cuando recibió el guion de la película y el director le pidió aparecer en ella; Reitman sostuvo que era irónico que el profesor de química fuese interpretado por el DJ, sobre todo por su nombre artístico («chemist» es «químico» en inglés).

### Rodaje
Juno contó con un presupuesto de 6,5 millones de dólares y fue filmada en Vancouver, Columbia Británica, en lugar de Minnesota, donde originalmente habría tenido lugar el rodaje. Aunque generalmente los estudios estadounidenses filman películas en Canadá debido a los menores gastos que conlleva, Reitman aclaró que la elección del lugar de rodaje para Juno no dependió de esto. Algunos de los lugares escogidos para el rodaje incluyeron una casa ubicada cerca de White Rock como el hogar de Mark y Vanessa, la escuela secundaria Eric Hamber como la escuela de Juno —llamada Dancing Elk en la película— y el parque de South Surrey como la pista atlética de dicha escuela.
Tras algunos ensayos, el rodaje se extendió desde principios de febrero hasta finales de marzo de 2007, abarcando un programa de seis semanas, de los cuales 30 días fueron designados para filmar. El equipo de filmación decidió utilizar nieve artificial para las escenas de invierno, pero durante el rodaje cayó una nevada y pudieron rodarlas sin necesidad de ello; según el asistente de dirección, Josy Capkun, la cantidad de nieve utilizada fue mayor de lo planeado. Aunque la película no fue filmada de manera lineal, la escena final estaba programada para el último día; sin embargo esta se vio afectada por un largo periodo de lluvia, lo que llevó al equipo a pensar en posponerla algunos meses, ya que estaba ambientada en verano. Sin embargo, la lluvia se detuvo y pudieron realizar la escena sin mayores inconvenientes. La escena final muestra a Juno y Paulie cantando «Anyone Else But You» de The Moldy Peaches, por lo que Kimya Dawson visitó a Elliot Page y Michael Cera mientras ensayaban la canción en el lugar de rodaje.

### Música
La banda sonora de la película incluye varias canciones del trabajo como solista de Kimya Dawson y de sus dos bandas, Antsy Pants y The Moldy Peaches. Esto fue producto de una sugerencia de Elliot Page. Según palabras del director Jason Reitman:

Antes de comenzar a filmar la película, le pregunté a Ellen Page, "¿qué tipo de música crees que escucha Juno?" Y me dijo "The Moldy Peaches". Page fue a mi computadora, puso las canciones y me enamoré de ellas. Hablamos con Diablo sobre incluir alguna canción de The Moldy Peaches en una escena donde los personajes principales se canten el uno al otro. Me contacté con Kimya Dawson de The Moldy Peaches, y comenzó a mandarme su trabajo, que era estupendo, y se convirtió en gran parte de la banda sonora.

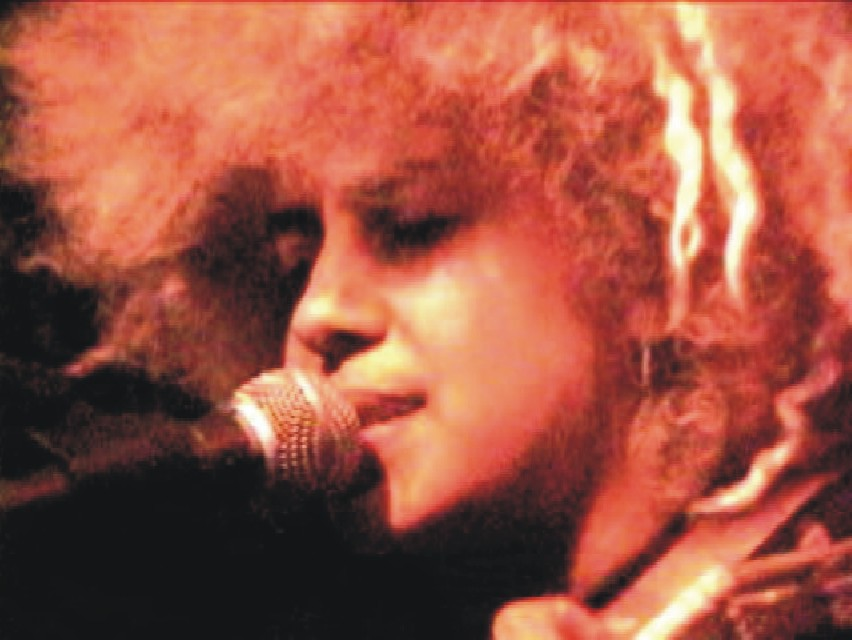
Kimya Dawson aportó varias canciones de sus dos bandas y de su trabajo como solista.

Reitman contactó a Dawson, quien, tras leer el guion de la película, aceptó que sus canciones fuesen utilizadas en la cinta, por lo que envió al director un paquete de discos compactos con aproximadamente 120 canciones. Las canciones habían sido publicadas casi en su totalidad por Dawson, quien no las hizo especialmente para Juno sino que las había grabado con anterioridad. Reitman le pidió a la cantante si podía grabar canciones instrumentales, en las cuales tarareaba la letra de algunas canciones. El director contactó además al compositor Mateo Messina, quien había trabajado junto a él en Gracias por fumar, para que hiciera la música incidental de la cinta. Reitman le entregó al compositor algunas canciones de Dawson y le pidió que realizara sus canciones siguiendo el tono de aquella música. Según Messina, las guitarras acústicas utilizadas poseían un sonido discordante y suelto, similar a la personalidad de Juno. Tras experimentar con varios tipos de guitarra, escogió una llamada «Stella», perteneciente al guitarrista Billy Katz. Messina describió el sonido del instrumento como «algo metálico, no muy afinado, pero de gran personalidad». Katz fue contratado para tocar la guitarra acústica y la clásica en la banda sonora.
Page también sugirió una versión de la canción «Sea of Love» realizada por Cat Power, pero Reitman se mostró reacio a incluirla ya que había sido tocada en la película de 1989 Sea of Love; sin embargo, finalmente decidió hacerlo, ya que su inclusión podría formar parte de las referencias que Juno realizaba a otras cintas. Reitman sintió que la versión de Sonic Youth de la canción «Superstar» definía perfectamente la relación entre Juno y Mark, ya que cada personaje prefería una versión diferente de la misma. La canción «A Well Respected Man» del grupo The Kinks había sido elegida por Reitman para el guion de otra película, pero decidió utilizarla en la escena donde aparece Paulie. Reitman descubrió la canción «All I Want Is You» de Barry Louis Polisar tras buscar por iTunes, utilizando varias palabras y nombres asociados a los temas tratados por la película.

### Diseño
La idea de representar la historia según diferentes estaciones del año surgió cuando el director Jason Reitman leyó el guion. Según él, esto refleja los tres trimestres del embarazo de Juno. Debido a que la película fue filmada en treinta días, se utilizaron plantas artificiales para representar las estaciones y se editaron otras en posproducción. Por ejemplo, se agregaron digitalmente hojas de color café al árbol ubicado fuera de la casa de Juno, mientras que las del cerezo de la casa de Leah fueron oscurecidas para representar el otoño; también se utilizó un ventilador para soplar las hojas en algunas escenas, como si estas estuvieran cayendo de los árboles. Fueron agregadas además algunas flores artificiales fuera de la casa de Paulie para la escena final, que tiene lugar en verano. Reitman utilizó diferentes colores para destacar a ciertos personajes, como el uniforme del equipo de atletismo o la chaqueta roja de Juno.
La escritora Diablo Cody se mostró impresionada con la labor del equipo de dirección artística, que trabajó guiado por unas cuantas frases de su guion. Por ejemplo, se refirió a la habitación de Juno como «un plató bastante emotivo para mí, ya que me recordó el pequeño hábitat que tenía cuando era adolescente». El diseño de las habitaciones buscaba reflejar la personalidad de los personajes, la de Juno estaba cubierta de afiches de grupos musicales, la de Leah tenía un mural con fotografías de hombres que consideraba atractivos, mientras que la de Paulie era más «infantil». Steve Saklad, encargado del diseño de producción, explicó que la casa de Mark y Vanessa se creó bajo la suposición de que «Vanessa había leído varias revistas de decoración y que trató de copiarlas lo mejor que pudo». El diseño de vestuario estuvo a cargo de Monique Prudhomme, cuyo trabajo fue nominado a los Costume Designers Guild Awards en la categoría «excelencia en el diseño de vestuario para una película». Prudhomme escogió para Vanessa ropa que fuese «simple y de buen gusto» pero con una «personalidad perfeccionista», mientras que para Mark escogió una ropa más conservadora que fuese acorde con el gusto de Vanessa. Elliot Page sugirió gran parte de la vestimenta que utilizaría Juno en la película. Page utilizó dos tipos de vientres protésicos durante el rodaje, los cuales se ajustaban como un corsé en la espalda, además de una variedad de senos falsos. Para la escena del ultrasonido se utilizó un vientre real, y las imágenes que aparecen en el monitor correspondían al hijo de Scott Sanders, técnico de sonido de la película; que fueron agregadas en posproducción.

### Créditos iniciales
Los créditos iniciales de la película consisten en una secuencia animada que muestra a Juno caminando por la ciudad mientras bebe zumo de naranja. La animación fue realizada en un periodo de 7 a 8 meses por Shadowplay, un pequeño estudio de diseño ubicado en Los Ángeles (California). Reitman conoció a Garet Smith, cofundador del estudio, mientras estaban en un festival de cine en Japón, donde ambos presentaban sus cortometrajes. Shadowplay había trabajado para Reitman en su película anterior, Gracias por fumar, por lo que el director los contactó nuevamente cuando supo que dirigiría Juno. Smith trabajó junto a la artista Jenny Lee en la animación, basados en afiches de grupos de punk-rock de los años 70. La idea era realizar una secuencia que «tuviera textura y algunos bordes, pero que además transmitiera la calidez y corazón del guion». Durante los últimos días de filmación en Vancouver, Elliot Page fue fotografiada con una cámara de alta velocidad desde varios ángulos mientras caminaba. Se imprimieron 900 fotografías de Page y se pasaron varias veces por una fotocopiadora para que perdieran su calidad hasta obtener un efecto de dibujo hecho a mano. Las imágenes fueron posteriormente recortadas y escaneadas en la computadora, donde se incorporaron a los fondos dibujados por Lee. La animación se logró a través de stop motion y se agregó la canción «All I Want Is You» de Barry Louis Polisar, la cual fue elegida por Reitman. Shadowplay creó además las imágenes que mostraban el nombre de cada estación del año en la película y el tipo de letra de los créditos iniciales y finales, además de colaborar en el diseño de la banda sonora y el DVD.

## Distribución

### Estreno
Tras una primera proyección en el Festival de Cine de Telluride el 1 de septiembre de 2007, Juno se estrenó el 8 de septiembre del mismo año en el Festival Internacional de Cine de Toronto. Cuando terminó la película, el público de la sala le dio una ovación de pie, a lo que el crítico de cine Roger Ebert agregó: «no recuerdo haber oído una ovación tan larga, fuerte y cálida». La cinta se mostró en numerosos festivales de cine, incluyendo los de Austin, Roma, Londres, Bahamas, San Luis, Estocolmo, Salónica, Gijón, Palm Springs y Róterdam, obteniendo premios y nominaciones en varios de ellos.
Aunque su estreno en los cines estaba previsto para el 15 de diciembre de 2007, la fecha fue adelantada para aprovechar las críticas positivas que la película había recibido en los festivales, por lo que tuvo un estreno en un número limitado de cines el 5 de diciembre, siendo mostrada en siete cines de Los Ángeles y Nueva York. La película fue posteriormente estrenada en 25 salas de trece ciudades distintas el 14 de diciembre, aumentando el número de estos el 21 de diciembre antes de su estreno masivo el día 25 de ese mes. En España y la mayoría de los países de Hispanoamérica se estrenó en febrero de 2008. En España la película recibió el mismo título que en su versión original, mientras que en los países de Hispanoamérica fue modificado: En Argentina fue conocida como La joven vida de Juno, en México como Juno: Crecer, correr y tropezar y en Perú como Juno: Embarazada por accidente.

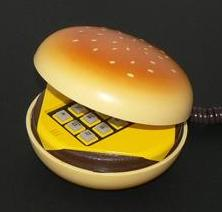
Tras su estreno, Fox Searchlight envió teléfonos con forma de hamburguesa a varios periodistas y críticos de cine para atraer su atención sobre la película.

Tras su estreno, Fox Searchlight envió teléfonos con forma de hamburguesa —similares al utilizado por Juno— a varios periodistas y críticos de cine para atraer su atención sobre la película. Aunque en un principio los teléfonos fueron distribuidos solamente en eventos promocionales, algunas compañías no afiliadas a Fox Searchlight comenzaron a fabricarlos y venderlos a través de eBay y otras páginas en Internet. Al mes siguiente del estreno de Juno, las ventas del teléfono aumentaron un 759 % en eBay y fue incluido entre los «10 mejores regalos para cinéfilos» por la revista Entertainment Weekly. En junio de 2008 se lanzó en Japón una línea de juguetes Be@rbrick inspirados en la película y creados como parte de un concurso.

### DVD/Blu-ray
La versión en DVD y Blu-ray de la película comenzó a comercializarse el 15 de abril de 2008. La versión de un disco del DVD incluye la película, los comentarios de Jason Reitman y Diablo Cody, once escenas eliminadas, pruebas cinematográficas y escenas eliminadas, entre otros. Por su parte, la versión de dos discos posee el mismo contenido más algunos extras, además de una versión de la película para reproductores portátiles. La versión en Blu-ray incluye todo esto más dos videos:«Fox Movie Channel Presents: Juno World Premiere» y«Fox Movie Channel Presents: Casting Session».

## Recepción

### Recaudación
Con un estreno limitado en sólo siete cines de Los Ángeles y Nueva York, Juno recaudó 420 113 dólares en su primer fin de semana, promediando 60 016 dólares por sala. Cuando Juno se convirtió en la primera película de Fox Searchlight en sobrepasar la barrera de los 100 millones de dólares en la taquilla, el presidente de la compañía, Peter Rice, se refirió al logro: «esta es una hazaña asombrosa que ha superado todas nuestras expectativas. Sabíamos que la película tenía potencial y ha resonado en las audiencias a lo largo de todo el país». La película recaudó 143 millones de dólares en Estados Unidos y 84 millones en el resto de los países, logrando un total de 228 en todo el mundo. Juno fue además la cinta que más dinero recaudó entre las cinco nominadas al premio Óscar a la mejor película en 2007.

### Crítica
El filme ha obtenido una buena respuesta por parte de la crítica cinematográfica; la cinta obtuvo un 94 % de críticas positivas en el sitio web Rotten Tomatoes, basado en un total de 204 comentarios, y fue catalogada como la mejor película de comedia de 2007. En el sitio Metacritic, la película obtuvo una calificación de 81/100, basada en un total de 38 críticas. Roger Ebert del periódico Chicago Sun-Times le entregó la máxima calificación y se refirió a ella como «la mejor película del año [...] ¿Acaso hubo este año una mejor actuación que la de Ellen Page interpretando a Juno? No lo creo». El crítico reafirmó su posición en 2009, refiriéndose a Juno como una de las mejores películas de la década.
Sin embargo, no todos los críticos de cine compartieron este punto de vista sobre Juno. David Edelstein de la revista New York escribió que la película buscaba desesperadamente «estar de moda entre los adolescentes, que los jóvenes utilizaran la misma jerga de la cinta y que compraran la banda sonora». Jim DeRogatis del Chicago SunTimes criticó el diálogo estilizado de la película, la manera en que se trataba el tema del aborto y la ingenuidad de Juno en relación con el embarazo, agregando: «como un feminista de la vieja escuela, como padre de una hija pre-adolescente, como un periodista que frecuentemente habla con jóvenes debido a su trabajo y como un cinéfilo del montón, yo odié, odié, odié esta película».

### Mejores películas del año
Juno fue incluida por varios críticos de cine en listas que reunían «las mejores películas de 2007». A continuación se indica la ubicación que obtuvo la película en las respectivas listas, junto al nombre del crítico y el medio de comunicación para el que trabaja:
| - 1° – Roger Ebert, Chicago Sun-Times. - 1° – Revista Paste. - 2° - USCCB (empate con Bella). - 3° – David Germain, Associated Press. - 3° – Moviefone. - 4° – James Berardinelli, ReelViews. - 4° – Lou Lumenick, New York Post. - 4° – Richard Roeper, Chicago Sun-Times. - 6° – Claudia Puig, USA Today | - 6° – Desson Thomson, The Washington Post. - 6° – Joe Morgenstern, The Wall Street Journal. - 6° – Liam Lacey y Rick Groen, The Globe and Mail. - 6° – Marc Savlov, The Austin Chronicle. - 7° – Corina Chocano, Los Angeles Times. - 7° – Carrie Rickey, The Philadelphia Inquirer. - 10° – A. O. Scott, The New York Times (empate con Knocked Up y Superbad). - 10° – Peter Travers, Rolling Stone (empate con Knocked Up). - 10° – Stephen Holden, The New York Times. |

## Premios
La película recibió cuatro nominaciones para los premios Óscar de 2007: mejor guion original, ganado por Diablo Cody, mejor película, mejor director y mejor actriz por Elliot Page.
El director Jason Reitman se mostró decepcionado al enterarse de que Juno no había sido nominada a los premios Genie de Canadá: «es un director canadiense, estrellas canadienses, reparto canadiense, equipo canadiense, fue filmada en Canadá—¿cómo no reunimos los requisitos necesarios para un Genie si la película de David Cronenberg sobre rusos viviendo en Londres, filmada en Inglaterra con equipo y reparto británico sí pudo? Lo siento, pero alguien tendrá que explicármelo; no lo entiendo». Sara Morton, directora de la Academia Canadiense de Cine y Televisión, explicó en un comunicado que la película no fue considerada para los premios porque según la «Canadian Audio-Visual Certification Office» no podía definirse como una producción canadiense. La revista The Hollywood Reporter explicó que los premios Genie consideran como canadienses a las películas que son, al menos parcialmente, financiadas por compañías de Canadá. Por lo tanto, Juno, al ser financiada por las compañías estadounidenses Mandate Pictures y Fox Searchlight, no fue considerada. No obstante, el vocero de los premios Genie, Chris McDowall, aclaró que no fue considerada ya que nunca fue presentada para su evaluación; según él, «la financiación es uno de los criterios, pero no es el único». A pesar de esto, la cinta fue nominada para los Canadian Comedy Awards, recibiendo dos premios.
| Premio                               | Categoría                           | Receptor(es)                                                                                              | Resultado |
| ------------------------------------ | ----------------------------------- | --- | --------- |
| 80ª Premios Óscar                    | Mejor guion original                | Diablo Cody                                                                                               | Ganadora  |
| 80ª Premios Óscar                    | Mejor película                      | | Nominado  |
| 80ª Premios Óscar                    | Mejor director                      | Jason Reitman                                                                                             | Nominado  |
| 80ª Premios Óscar                    | Mejor actriz                        | Elliot Page                                                                                               | Nominado  |
| 65ª Globos de Oro                    | Mejor película de musical o comedia | | Nominado  |
| 65ª Globos de Oro                    | Mejor actriz de musical o comedia   | Elliot Page                                                                                               | Nominado  |
| 65ª Globos de Oro                    | Mejor guion                         | Diablo Cody                                                                                               | Nominada  |
| 61ª Premios BAFTA                    | Mejor guion original                | | Ganadora  |
| 61ª Premios BAFTA                    | Mejor actriz                        | Elliot Page                                                                                               | Nominado  |
| Critic's Choice Awards               | Mejor guionista                     | Diablo Cody                                                                                               | Ganadora  |
| Critic's Choice Awards               | Mejor comedia                       | | Ganador   |
| Critic's Choice Awards               | Mejor película                      | | Nominada  |
| Critic's Choice Awards               | Mejor actriz                        | Elliot Page                                                                                               | Nominado  |
| Critic's Choice Awards               | Mejor actor joven                   | Michael Cera                                                                                              | Nominado  |
| Critic's Choice Awards               | Mejor elenco                        | Elliot Page, Michael Cera, J. K. Simmons, Olivia Thirlby, Allison Janney, Jennifer Garner y Jason Bateman | Nominados |
| National Board of Review             | Actriz revelación                   | Elliot Page                                                                                               | Ganador   |
| National Board of Review             | Mejor guion original                | Diablo Cody                                                                                               | Ganadora  |
| 14ª Premios del Sindicato de Actores | Mejor actriz protagonista           | Elliot Page                                                                                               | Nominado  |
| Satellite Awards                     | Mejor actriz de musical o comedia   | Elliot Page                                                                                               | Ganador   |
| Satellite Awards                     | Mejor película de musical o comedia | | Ganador   |
| Writers Guild of America Awards      | Mejor guion original                | Diablo Cody                                                                                               | Ganadora  |
| Independent Spirit Awards            | Mejor película                      | | Ganador   |
| Independent Spirit Awards            | Mejor actriz protagonista           | Elliot Page                                                                                               | Ganador   |
| Independent Spirit Awards            | Mejor primer guion                  | Diablo Cody                                                                                               | Ganadora  |
| Independent Spirit Awards            | Mejor director                      | Jason Reitman                                                                                             | Nominado  |
| Rome Film Feast                      | Mejor película                      | | Ganador   |
| MTV Movie Awards 2008                | Mejor actriz                        | Elliot Page                                                                                               | Ganador   |

## Banda sonora
La banda sonora de Juno incluye diecinueve canciones de artistas como Barry Louis Polisar, Belle & Sebastian, Buddy Holly, Cat Power, The Kinks, Mott the Hoople, Sonic Youth y The Velvet Underground, y varias de Kimya Dawson junto a sus dos bandas, The Moldy Peaches y Antsy Pants. Fue comercializada por la compañía discográfica Rhino Entertainment y se convirtió en la primera banda sonora en alcanzar el mayor número de ventas desde Dreamgirls, y la primera de 20th Century Fox desde Titanic. Se convirtió además en el primer disco de Rhino Entertainment en llegar al puesto número uno de ventas, alcanzando la cima de la lista Billboard 200 en su cuarta semana.
Rhino anunció en marzo de 2008 que sería comercializado un lado B de la banda sonora, llamado Juno B-Sides: Almost Adopted Songs. El disco fue puesto a la venta el 8 de abril y estuvo disponible solo a través de iTunes. Este nuevo volumen consistía en una colección de quince canciones que fueron consideradas para la película pero que no fueron incluidas. Los artistas de este lado B incluyen a los ya mencionados Kimya Dawson, Barry Louis Polisar, Belle & Sebastian y Buddy Holly, al igual que Astrud Gilberto, The Bristols, Jr. James & The Late Guitar, Trio Los Panchos, Yo La Tengo y Elliot Page, quien canta «Zub Zub», canción escrita por Diablo Cody para una escena que fue eliminada.
El 25 de noviembre de 2008 fue puesta en venta una «edición de lujo» de la banda sonora, la cual consistía en las canciones de las dos anteriores, además de algunos guiones gráficos de la película y comentarios del director Jason Reitman. El 8 de febrero de 2009 la banda sonora de Juno recibió un premio Grammy en la categoría «mejor recopilación en una banda sonora».

### Lista de canciones
1. Barry Louis Polisar –«All I Want Is You» (2:37)
2. Kimya Dawson –«My Rollercoaster» (0:53)
3. The Kinks –«A Well Respected Man» (2:41)
4. Buddy Holly –«(Ummm, Oh Yeah) Dearest» (1:53)
5. Mateo Messina –«Up the Spout» (0:53)
6. Kimya Dawson –«Tire Swing» (3:07)
7. Belle & Sebastian –«Piazza, New York Catcher» (3:01)
8. Kimya Dawson –«Loose Lips» (2:24)
9. Sonic Youth –«Superstar» (4:06)
10. Kimya Dawson –«Sleep» (0:52)
11. Belle & Sebastian –«Expectations» (3:35)
12. Mott the Hoople –«All the Young Dudes» (3:35)
13. Kimya Dawson –«So Nice So Smart» (2:47)
14. Cat Power –«Sea of Love» (2:20)
15. Kimya Dawson and Antsy Pants –«Tree Hugger» (3:14)
16. The Velvet Underground –«I'm Sticking with You» (2:29)
17. The Moldy Peaches –«Anyone Else but You» (2:58)
18. Antsy Pants –«Vampire» (1:20)
19. Michael Cera y Elliot Page –«Anyone Else but You» (1:56)

### Canciones utilizadas para la película y la promoción
- Kimya Dawson –«I Like Giants»
- Kimya Dawson –«Reminders of Then»
- Kimya Dawson –«12/26»
- The Drop –«Why Bother»
- Astrud Gilberto –«Once I Loved»
- Heart –«Crazy on You»
- Hole –«Doll Parts»
- Trio Los Panchos –«Bésame Mucho»